# 8990 Compassion
8990 Compassion este un asteroid din centura principală, descoperit pe 19 februarie 1980, de Kleť Observatory.